# Nechválova Polianka
Nechválova Polianka és un poble i municipi d'Eslovàquia. Es troba a la regió de Prešov, al nord del país.

## Història
La primera referència escrita de la vila data del 1547.

## Demografia
| Godina             | 1994 | 2004    | 2014    | 2024    |
| ------------------ | ---- | ------- | ------- | ------- |
| Nombre de persones | 165  | 127     | 83      | 104     |
| Diferència         |      | −23,03% | −34,64% | +25,30% |

| Godina             | 2023 | 2024   |
| ------------------ | ---- | ------ |
| Nombre de persones | 107  | 104    |
| Diferència         |      | −2,80% |